# ウィックロー県
ウィックロー県（愛: Contae Chill Mhantáin、英: County Wicklow）は、アイルランド東部、レンスター地方の県。ダブリン県のすぐ南にある。2016年の人口は141,080人。

## 主な都市
- ウィックロー
- ブレイ